# Розподіл Лоренца
Розподіл Лоренца — функція розподілу, що була запропонована американським економістом Максом Отто Лоренцом в 1905 році як показник нерівності доходів населення. Графіком функції (в прямокутній системі координат) є крива Лоренца, яка опукла вниз та проходить під діагоналлю одиничного квадрата, що розташований в першій координатній чверті.
Кожна точка на кривій Лоренца відповідає твердженню на зразок «20 найбідніших відсотків населення отримують 7 % від його сукупного доходу». У випадку абсолютно рівного розподілу, кожна група населення має дохід, який пропорційний її чисельності. Такий випадок описується кривою рівності (line of perfect equality), що є насправді прямою, яка з'єднує початок координат і точку (1;1), тобто — діагональ одиничного квадрата. У випадку повної нерівності розподілу (коли лише один член суспільства отримує дохід) крива (line of perfect inequality) спочатку «прилипає» до осі абсцис, а потім з точки (1;0) скачкоподібно переходить у точку (1;1). Будь-яка інша крива Лоренца буде міститися між кривою абсолютної рівності і кривою повної нерівності.
Розподіли Лоренца застосовують не лише для моделювання розподілів доходів суспільства, але й майна домогосподарств, часток ринку для окремих підприємств галузі, природних ресурсів окремих країн. Зустріти розподіл Лоренца можна і за межами економічної науки.

Графічне представлення кривої Лоренца та коефіцієнта Джині

## Визначення
Кожна точка на горизонтальній осі позначає сумарну частку населення (у порядку зростання доходів на душу), на яку припадає певний дохід (в частках від загального сукупного доходу населення).

## Похідні показники нерівності
З розподілу Лоренца можна вивести кількісні показники нерівності, наприклад, коефіцієнт Джині чи індекс Робіна Гуда.
Коефіцієнт Джині чисельно дорівнює відношенню площі верхньої фігури до площі трикутника, тобто G=A/(A+B) або G=2A=1-2B в силу того, що A+B=0,5.
Індекс Робіна Гуда (Robin Hood index), також відомий як індекс Гувера (Hoover index), — це ще один показник нерівності доходів, що має тісний зв'язок з кривою Лоренца. Він чисельно дорівнює тій частці доходу суспільства, яку необхідно перерозподілити для досягнення рівності доходів. Графічно він зображається у вигляді найбільшого вертикального відрізку, що з'єднує фактичну криву Лоренца з лінією рівності доходів (діагоналлю одиничного квадрата).
Якщо припустити, що доходи можна нескінченно ділити на як-завгодно малі частини, то індекс Гувера належить напіввідкритому інтервалові [0;1). Якщо ж ні, то кажуть про частку доходу, перерозподіл якого максимально наближає суспільство до рівності.